# Río Claro (Trinidad y Tobago)
Río Claro (llamada oficialmente Rio Claro) es una localidad de Trinidad y Tobago, que forma parte de la región de Mayaro-Rio Claro.

## Geografía
La localidad abarca parte de la isla Trinidad y limita al norte con Navet Village, al sur con Tableland y St. Mary's Village (ambas localidades pertenecientes a la región de Princes Town), al este con Ecclesville, Deep Ravine-Clear Water, Mora Settlement, Abysinia Village y Mainfield y al oeste con Navet Village, San Pedro, Libertville y Poole.

## Historia
La ciudad fue nombrado así por un pequeño arroyo, que fue nombrado Río Claro por los colonos españoles en la década de 1770. Una "casa de descanso" fue construida allí en 1850, cuando el camino se redujo de Misión (ahora Princes Town ) hasta Mayaro. Cuando algunos plantadores de cacao se establecieron la zona, el pueblo en las orillas del Río Claro llegó a ser llamado por ese nombre. Cuando el Tren gubernamental de Trinidad amplió su línea a este pueblo en 1914, el nombre de Río Claro se formalizó.

## Demografía
Datos demográficos de la localidad de Río Claro:
| Gráfica de evolución demográfica de Río Claro entre 2000 y 2011 |
|                                                                 |

## Economía
Sirve como un centro comercial importante para el sureste de Trinidad. Se encuentra en una zona principalmente agrícola. Es la sede de la Corporación Regional de Río Claro-Mayaro.